# Virgo datanidia
Virgo datanidia là một loài bướm đêm trong họ Noctuidae.